# Eric Lemming
Eric Valdemar Lemming (Gotemburgo, 22 de fevereiro de 1880 – Gotemburgo, 5 de junho de 1930) foi uma atleta olímpico sueco, ganhador de três medalhas de ouro nos Jogos Olímpicos de Londres, em 1908, e em Estocolmo, em 1912.
Um do maiores lançadores de dardo de todos os tempos e atleta polivalente, ele estabeleceu uma marca mundial aos 19 anos, em 1899, e depois a quebraria mais nove vezes até 1912. Como nos Jogos Olímpicos de Paris, em 1900, ainda não havia esta competição, ele foi aos Jogos assim mesmo e competiu sem sucesso no salto em altura e no salto com vara. Venceu entretanto, a primeira competição internacional do dardo, estilo livre – onde o atleta podia segurar no dardo onde e como quisesse – nos Jogos não-oficiais de Atenas em 1906.
Em 1908, com o dardo incluído oficialmente nas provas olímpicas, Lemming foi o primeiro campeão da prova, conquistando duas medalhas de ouro tanto no estilo livre – primeira e última vez que foi disputado em Jogos – quanto no lançamento que conhecemos hoje.
Quatro anos depois, nos Jogos Olímpicos de Estocolmo, realizado em seu país natal, Lemming repetiu seu feito, conquistando mais um ouro na prova, com um lançamento seis metros superior ao dos Jogos anteriores.